# Léon Droussent
Léon Droussent, né le 24 janvier 1883 au Mesnil-Théribus (Oise) et mort le 4 avril 1970 à Coucy-le-Château-Auffrique (Aisne), est un homme politique français.

## Biographie
Directeur d'école au Vaumain, dans l’Oise, il prend sa retraite et s'installe à Coucy-le-Château-Auffrique en 1939. 
Il entre au conseil municipal de cette ville et en devient maire en 1944. Il est également élu au conseil général de l'Aisne, sur le canton de Coucy-le-Château-Auffrique, en 1945. Il reste maire de la commune et conseiller général jusqu'en 1970.
En 1955, il est tête de liste pour entrer au Conseil de la République, où il siège au sein de la commission de la famille et celle de la production industrielle. Il se représente aux élections de 1959 mais n'est pas réélu.

## Détail des fonctions et des mandats
Mandat parlementaire
- 19 juin 1955 - 26 avril 1959 : Sénateur de l'Aisne